# Kelley Roos
Kelley Roos è lo pseudonimo utilizzato da una coppia di scrittori statunitensi, William Roos (1911 – 1987) e sua moglie Audrey Kelley Roos (1912 – 1982) per firmare una serie di romanzi polizieschi in cui indaga una coppia di sposi, Jeff e Haila Troy,  che aiutano il tenente della polizia di New York George Hankins.
Dal romanzo The Frightened Stiff è stato tratto il film del 1942 La morte viene dall'ombra (A Night to Remember) di Richard Wallace. Mentre dal romanzo The girl died dancing è stato tratto il film del 1959 Sexy Girl (Voulez-vous danser avec moi?) che vede come protagonista Brigitte Bardot

## Opere
- Made Up To Kill, 1940[1]
- If the Shroud Fits, 1941[2]
  - Sudario alla moda, Il Giallo Mondadori n. 395, 1956
  - Sudario alla moda, I Classici del Giallo Mondadori n. 114, 1971
- The Frightened Stiff, 1942
- Sailor, Take Warning!, 1944
- There Was a Crooked Man, 1945
- Ghost of a Chance, 1947
- Murder in Any Language, 1948
  - Il delitto va a scuola, Il Giallo Mondadori n. 198, 1952
- Triple Threat, 1949
- Beauty Marks the Spot, 1951
- The Blonde Died Dancing, 1956[3]
  - 14º piano, Il Giallo Mondadori n. 432, 1957
- Requiem for a Blonde, 1958[4]
- Scent of Mystery, 1959
- Grave Danger, 1965
  - Divorzio all'americana, Il Giallo Mondadori n. 923, 1966
- Necessary Evil, 1965
  - Nozze di piombo, Il Giallo Mondadori n. 910, 1966
- A Few Days in Madrid, 1965[5]
- Cry in the Night, 1966
- One False Move, 1966
- Who Saw Maggie Brown?, 1967
  - Chi ha visto Maggie Brown?, Il Giallo Mondadori n. 1026, 1968
- To Save His Life, 1968
- Suddenly One Night, 1970
- What Did Hattie See?, 1970
  - Che cosa ha visto Hattie Flynn?, Il Giallo Mondadori n. 1175, 1971
- Bad Trip, 1971
- Murder at Martha's Vineyard, 1981